# Scoparia sinensis
Scoparia sinensis là một loài bướm đêm trong họ Crambidae.